# Prunus

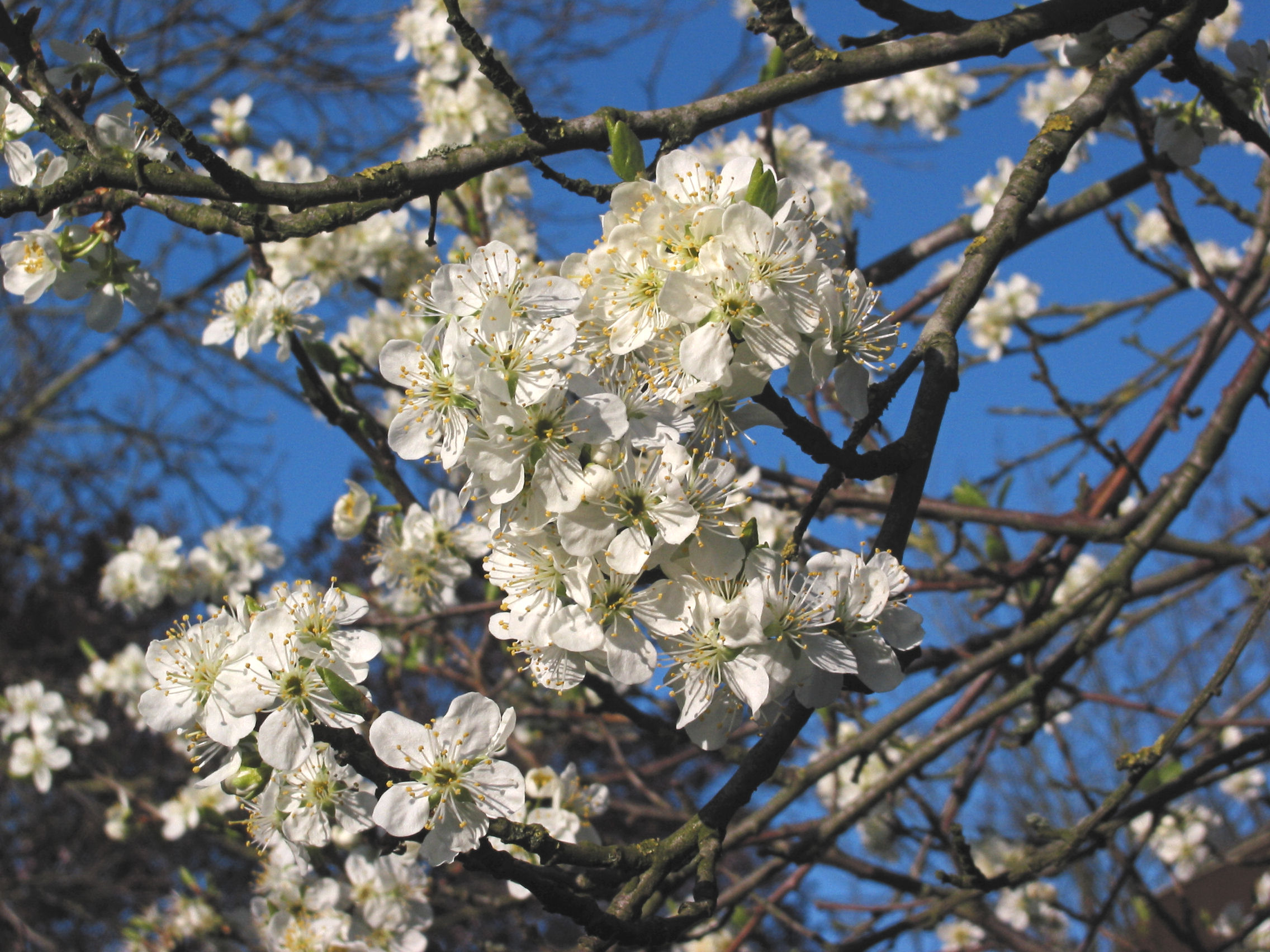
Flores de la especie tipo Prunus domestica, el "ciruelo europeo".

Prunus es un género de árboles y arbustos de la familia Rosaceae, que incluye varias especies cultivadas por sus frutos, como el ciruelo, el cerezo, el melocotonero o duraznero, el albaricoquero o damasco y el almendro. De los 700 taxones descritos, aproximadamente 100 son válidos y aceptados.

## Descripción
Son árboles o arbustos, caducifolios o perennifolios, inermes o más raramente espinosos. Hojas en la vernación convolutas o conduplicadas, alternas o fasciculadas, simples, en general crenadas o aserradas, pecioladas; estípulas libres, lineares o filiformes, más o menos escariosas, por lo general caducas. Flores hermafroditas, a menudo precoces, solitarias, geminadas, fasciculadas o en cimas umbeliformes o racemiformes –a veces corimbiformes–, en el extremo de cortas ramillas laterales (braquiblastos), o en inflorescencias axilares sin hojas. Receptáculo tubuloso, urceolado, campanulado, infundibuliforme o acopado. Sépalos 5, libres. Pétalos 5, blancos o rosados. Estambres numerosos, 15-30. Carpelo 1 –las variedades de cultivo con flores dobles pueden tener más, hasta 5–, inserto en el fondo del receptáculo, pero no concrescente con él, unilocular, con 2 rudimentos seminales; estilo 1; estigma capitado. Fruto en drupa, monospermo, con una, y ocasionalmente, dos semillas, más o menos acanalado lateralmente; exocarpo (piel) delgado, peloso o glabro, a veces pruinoso; mesocarpo (carne o pulpa) carnoso y jugoso, más raramente coriáceo y que, en este caso, al llegar a la madurez se desjuga y se desprende del endocarpo (fruto en trima); endocarpo (hueso) leñoso, liso, rugoso, sulcado, alveolado o aquillado, adherido o no al mesocarpo. Semilla sin albumen, con episperma delgado.
De la especie Prunus brigantina, el único albaricoquero nativo de Europa, se extrae el aceite de marmota.

## Taxonomía
Prunus fue descrito por Carlos Linneo y publicado en Species Plantarum, vol. 1, p. 473-475, en el año 1753. La especie tipo es: Prunus domestica L.
Su taxonomía es objeto de controversia: la mayoría de los autores lo coloca dentro de Rosaceae, como subfamilia Prunoideae o Amygdaloideae, pero también se lo consideró una familia propia: Prunaceae o Amygdalaceae. Estudios recientes demuestran que la subfamilia Spiraeoideae es parafiletica y, entonces, una subfamilia más amplia ha sido creada incluyendo Spiraeoideae y Maloideae: Amygdaloideae.
El gran número de especies de Prunus existentes aumenta significativamente las posibilidades de hibridación entre ellas, por lo que se dificulta una correcta clasificación botánica, a esto hay que sumar la importancia económica y alimenticia que tiene el género, por lo que la industria experimenta constantemente con hibridaciones y cruces nuevos.

### Etimología
Prunus: nombre genérico que proviene de un antiguo nombre griego προύνη, y luego latino prūnus, i del ciruelo. Ya empleado, entre otros, por Virgilio (Geórgicas, 2, 34) y Plinio el Viejo (Historia naturalis,13, XIX, 64)

## Subgéneros
Dentro de Prunus se distinguen seis subgéneros:
- Amygdalus, que comprende al melocotonero y el almendro, con floración a comienzos de primavera, caracterizado por presentar brotes axilares en grupos de tres, drupas marcadas por una depresión a uno de los lados, y vainas de las semillas surcadas profundamente;
- Prunus, que comprende al albaricoquero (damasco) y el ciruelo, con floración a comienzos de primavera, caracterizado por presentar brotes axilares solitarios, drupas marcadas por una depresión a uno de los lados, y vainas de las semillas rugosas;
- Cerasus, que comprende al cerezo, con floración a comienzos de primavera, caracterizado por presentar brotes axilares solitarios, drupas y vainas de las semillas lisas;
- Lithocerasus, que comprende a los cerezos enanos, con floración a comienzos de primavera, caracterizado por presentar brotes axilares en grupos de tres, drupas y vainas de las semillas lisas;
- Padus, con floración en racimos a finales de primavera, caracterizado por presentar brotes axilares solitarios, drupas y vainas de las semillas lisas;
- Laurocerasus, perenne, con floración en racimos a comienzos de primavera, caracterizado por presentar brotes axilares solitarios, drupas y vainas de las semillas lisas.

## Especies aceptadas en el géneroPrunus
Como ya se ha dicho anteriormente, de las casi 700 especies descritas, sólo unas 100 están aceptadas hoy día. También están aceptados unos 25 taxones infraespecíficos, de los cerca de 200 descritos:
| - Prunus africana - Prunus americana - Prunus amplifolia - Prunus amygdaloides - Prunus amygdalus - Prunus annularis - Prunus angustifolia - Prunus argentea - Prunus armeniaca - Prunus avium - Prunus besseyi - Prunus brachybotrya - Prunus brachypetala - Prunus brasiliensis - Prunus brigantina Vill. - Prunus brittoniana - Prunus buxifolia - Prunus buergeriana - Prunus campanulata - Prunus cerasifera - Prunus cerasus - Prunus cercocarpifolia - Prunus chamissoana - Prunus cornifolia - Prunus debilis | - Prunus detrita - Prunus divaricata - Prunus domestica - Prunus douglasii - Prunus dulcis (Mill.) D.A.Webb - Prunus emarginata - Prunus erythroxylon - Prunus espinozana - Prunus fasciculata - Prunus × ferganica - Prunus ferruginea - Prunus fortunensis - Prunus gentryi - Prunus glandulosa - Prunus guanaiensis - Prunus hainanensis - Prunus havardii - Prunus herthae - Prunus hintonii - Prunus huantensis - Prunus incisa - Prunus integrifolia - Prunus lanata - Prunus laurocerasus - Prunus leiocarpa | - Prunus lichoana - Prunus ligustrina - Prunus lundelliana - Prunus mahaleb L. - Prunus mexicana - Prunus microphylla - Prunus moritziana - Prunus myrtifolia - Prunus nachichevanica - Prunus oblonga - Prunus oleifolia - Prunus omissa - Prunus opaca - Prunus ovalis - Prunus padifolia - Prunus padus L. - Prunus persica - Prunus pleiantha - Prunus prunifolia - Prunus pumila - Prunus punctata - Prunus ramburii - Prunus ravenii - Prunus rhamnoides | - Prunus rotunda - Prunus rufa - Prunus ruiziana - Prunus salicina - Prunus salicifolia - Prunus samydoides - Prunus sellowii - Prunus serotina - Prunus serrula - Prunus serrulata - Prunus simonii - Prunus skutchii - Prunus spinosa - Prunus stipulata - Prunus subcoriacea - Prunus subcorymbosa - Prunus tetradenia - Prunus trichopetala - Prunus tucumanensis - Prunus ulei - Prunus urotaenia - Prunus ussuriensis - Prunus valida - Prunus virens - Prunus wurdackii |

## Toxicidad

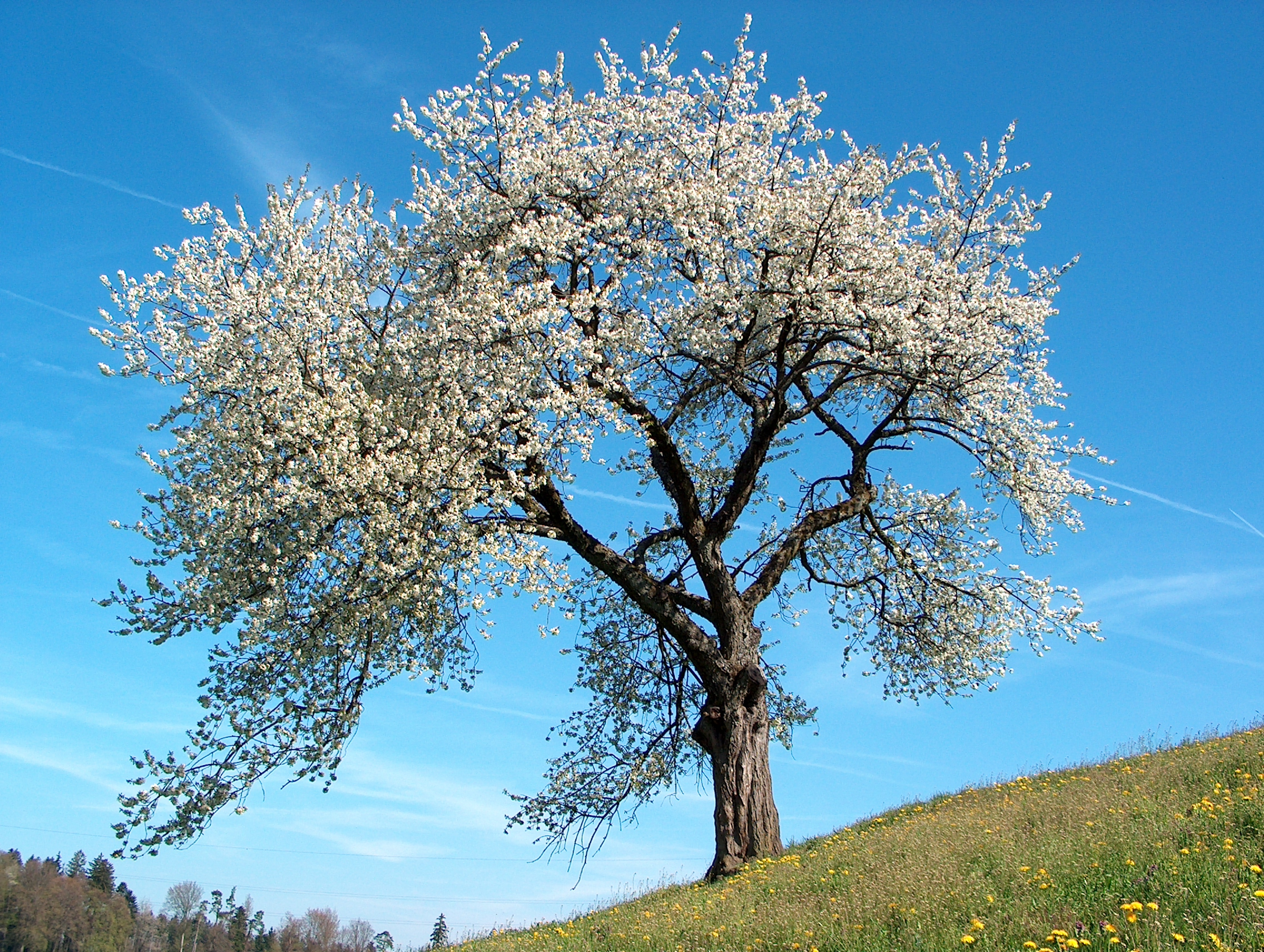
Cerezo silvestre en flor

Las semillas, dentro del hueso, contienen amigdalina y glicósidos cianógenos.
Pueden pasar unas horas hasta que el veneno tenga efecto, pues dichos glicósidos tienen que ser hidrolizados para que el ion cianuro (CN−) sea liberado. Dicho cianuro es responsable del sabor amargo de las «almendras» de los huesos de las drupas, incluidas las de Prunus amygdalus, el almendro.